# ... Continuavano a chiamarlo Trinità
… Continuavano a chiamarlo Trinità (bra: Trinity Ainda É Meu Nome; prt: Continuaram a Chamar-Me Trinitá) é um filme italiano de 1971 do gênero faroeste, dirigido por Enzo Barboni. É a sequência de Lo chiamavano Trinità, com o mesmo diretor e dupla de atores protagonistas, Terence Hill e Bud Spencer. O filme foi um grande sucesso, se tornando a produção italiana de maior bilheteria.

## Elenco
- Terence Hill…Trinity
- Bud Spencer – Bambino
- Yanti Somer – namorada de Trinity
- Harry Carey, Jr. – pai de Trinity e Bambino
- Jessica Dublin – Farrah ou Perla (na versão em italiano), mãe de Trinity e Bambino
- Emilio Delle Piane – Parker
- Enzo Tarascio – xerife
- Pupo De Luca – monge chefe
- Benito Stefanelli – Stingary Smith
- Riccardo Pizzuti – chefe dos pistoleiros de Dallas
- Enzo Fiermonte – fazendeiro em dificuldades
- Dana Ghia – esposa do fazendeiro
- Franco Ressel – maitre do restaurante
- Gerard Landry – Lopert
- Luigi Bonos – Ozgur, o bartender
- Antonio Monselesan – Wild Card Hendricks

## Sinopse
Bambino atravessa o deserto, encontra-se com quatro foragidos de Denver acampados, rouba seu feijão e cavalos. Um dos bandidos tenta impedi-lo e Bambino o soca na cabeça (como efeito disso o homem passará o filme todo apenas gemendo e andando sem rumo, numa piada recorrente). Após a partida de Bambino chega Trinity, arrastado em sua cama índia pelo cavalo. Depois que os bandidos tentam roubá-lo, Trinity os domina e pega o que restou dos feijões e vai embora. Pouco depois chega à casa de seus pais, onde Bambino está a tomar banho e ainda zangado com ele pelos eventos do filme anterior. Os bandidos do deserto o seguiram e tentam surpreendê-los durante o jantar mas a mãe de Trinity os afasta com um rifle em punho. O pai finge um ataque e pede a Bambino que prometa cuidar de Trinity. Os dois vão embora e Bambino tenta ensinar Trinity a ser um bom ladrão de cavalos. Quando chegam a uma cidade, Trinity vai jogar cartas num saloon numa mesa onde está o jogador profissional Wild Card Hendriks. Depois de ganhar no jogo e de uma rápida disputa que humilha Wild Card, Trinity e seu irmão começam a gastar o dinheiro comprando roupas e indo para um luxuoso restaurante. Na rua, Trinity encontra uma moça que ajudara no deserto e lhe mente que é um agente secreto do governo. A mentira se espalha pela cidade e alguns bandidos liderados por um homem chamado Parker lhe oferecem dinheiro para "manterem os olhos fechados". Os irmãos aceitam sem saberem do que se trata e depois vão para um vilarejo chamado San José. No lugar, o xerife corrupto avisa que ali todos trabalham para Parker e os irmãos acabam descobrindo um grande operação de contrabando de armas através da fronteira, que usa os monges de uma missão como fachada.

## Produção

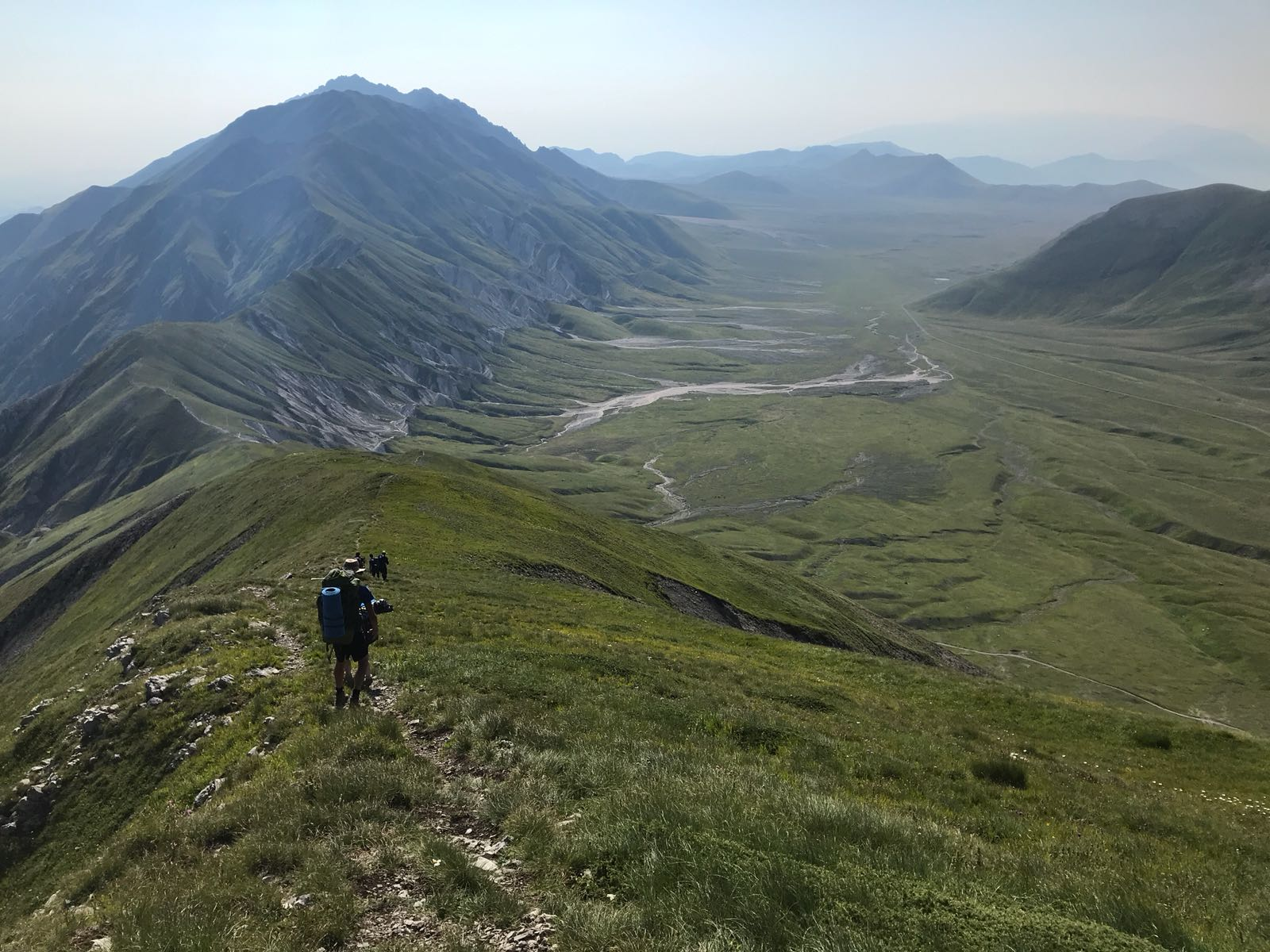
Campo Imperatore

- As locações externas foram em Campo Imperatore (em Gran Sasso d'Italia) na região montanhosa de Abruzzo. Foram reutilizadas algumas tomadas da planície de Camposecco na comuna de Camerata Nuova, local onde grande parte do primeiro filme foi realizado. A missão dos frades era um cenário em Via Pontina, subúrbio de Roma. Algumas cenas (inclusive a final com a carroça encalhada nas águas) mostram o Rio Volturno que banha as regiões de Venafro e Molise.
- As cenas com os hábeis manuseios de cartas de Trinity e de Wild Card foram dubladas pelo mágico Tony Binarelli.[4][5]